# Tobias Retzlaff
Tobias Retzlaff (* 1987 in Potsdam) ist ein ehemaliger deutscher Schauspieler.

## Leben und Wirken
Tobias Retzlaff wurde hauptsächlich durch seine Rolle in Emil und die Detektive (2001) bekannt. Danach war er noch in einigen weiteren Filmen wie in Spuk am Tor der Zeit und Tanzmäuse zu sehen. Des Weiteren trat er in vielen Serien auf. Außerdem hörte man ihn in den Hörspielen Der Mann, der nicht töten kann und in Der verborgene Schatz.

## Filmografie (Auswahl)
- 1997: Eine Familie zum Küssen (Fernsehfilm)
- 1999: Mama ist unmöglich (Fernsehserie, 7 Folgen)
- 1999: Für alle Fälle Stefanie (Fernsehserie, 1 Folge)
- 2001: Emil und die Detektive
- 2002–2004: Spuk am Tor der Zeit (2 Folgen)
- 2003: Hilfe, ich bin Millionär (Fernsehfilm)
- 2003: Unsre Mutter ist halt anders (Fernsehfilm)
- 2004: Tanzmäuse (Kurzfilm)
- 2005: Wolffs Revier  (Fernsehserie, 1 Folge)
- 2005: Edel und Starck (Fernsehserie, 1 Folge)
- 2005: SOKO Wismar (Fernsehserie, 1 Folge)
- 2006: Leroy räumt auf (Kurzfilm)
- 2006: In aller Freundschaft (Fernsehserie, 1 Folge)
- 2006: SOKO Rhein–Main (Fernsehserie, 1 Folge)
- 2006: Die Liebe kommt selten allein (Fernsehfilm)
- 2006: Allein unter Bauern (Fernsehserie, 7 Folgen)
- 2006: Odi et Amo (Kurzfilm)
- 2008: Annas Geheimnis (Fernsehfilm)
- 2008: Die Stein (Fernsehserie, 3 Folgen)
- 2011: Am Ende die Hoffnung (Fernsehfilm)
- 2012: SOKO Leipzig (Fernsehserie, 1 Folge)
- 2012: Klinik am Alex (Fernsehserie, 1 Folge)